# Gerhard Julius Wilhelm Gelderman
Gerhard Julius Wilhelm Gelderman (Zwolle, 25 mei 1904 — Apeldoorn, 21 september 1980) was een Nederlands officier van de kustartillerie, later van de marechaussee die in 1925 aanving met zijn militaire loopbaan als tweede luitenant van de Kustartillerie. Op 16 augustus 1938 werd hij overgeplaatst naar de Koninklijke Marechaussee. Hij vocht in de Slag om de Grebbeberg als kapitein der Koninklijke Marechaussee tegen de Duitsers. In de voordracht aan het Kapittel van de Militaire Willems-Orde wordt vermeld dat hij "...zich in den strijd door het bedrijven van uitstekende daden van moed, beleid en trouw heeft onderscheiden door op 12 mei 1940 op de Grebbeberg met een kleine afdeling Marechaussee, door krachtdadig optreden, terugvloeiende troepen over geruime afstand weder in de richting van den vijand te leiden. In den nacht van 12 op 13 mei wederom energiek en met veel beleid opgetreden tegen terugvloeiende troepen, aan de overkant van het viaduct vormde zich inmiddels een grote massa schreeuwende Nederlandse soldaten, wier aantal nog voortdurend snel toenam. Kapitein Gelderman heeft, staande boven op de loopgraaf naast het viaduct deze bende ca. 15 minuten met de stem in bedwang kunnen houden, zeggende dat zij niet terug konden, daar zij onder het vuur van zijn mitrailleurs waren, dat zij tot taak hadden stand te houden, enz. Plotseling begon zonder enige aanleiding een waanzinnige stormloop naar de Friesche ruiters op het viaduct. Kapitein Gelderman heeft toen de zware mitrailleur, die in het verlengde van de brug was opgesteld, het vuur doen openen. Vermoedelijk was dit vuur iets te hoog gericht - het was inmiddels geheel donker geworden - want den volgenden morgen vond men slechts 10 à 12 doden op de brug. Op 13 mei door moedig standhouden aan het viaduct ten oosten van Rhenen geruime tijd belet, dat de vijand aldaar de spoorlijn in westelijke richting overschreed en door zijn optreden anderen eveneens tot standhouden gebracht, daarbij zelf een mitrailleur bedienende".
Hij werd bij Koninklijk Besluit No. 6 van 9 mei 1946 benoemd tot ridder IVe klasse der Militaire Willems-Orde.
Na de oorlog bleef Gelderman beroepsofficier. Hij werd in 1951 als Overste der Koninklijke Marechaussee eervol ontslagen.
Gelderman droeg de Watersnoodmedaille 1926 in brons, het Onderscheidingsteken voor Langdurige Dienst als officier met het jaartal XXV en het Oorlogsherinneringskruis met de gesp. Voor zijn sportieve prestaties werd hij met de Medaille voor vaardigheidsproeven van het Nederlands Olympisch Comité en het Kruis voor betoonde marsvaardigheid onderscheiden.